# Nambé
Nambé.- Pleme Tanoan Indijanaca, uže grupe Tewa nastanjeno u Novom Meksiku kod planina Sangre de Cristo Mountains, sjeverno od Santa Fea, danas na pueblo rezervatu Nambé. Nambé su pleme s tipičnom pueblo kulturom, sjedilačkog seoskog tipa s razvijenim ratarstvom, napose uzgojem kukuruza. 
Pleme danas živi najviše od turizma što im omogućavaju primamljive prirodne ljepote s rekreacijskim područjem Nambé Falls u blizini puebla. Svakog 4. srpnja organiziraju svečanosti Nambé Falls Ceremonial s indijanskim plemenskim plesovima, atraktivnim turistima, što je ujedno i zgoda za izložbu i prodaju njihove pueblo-umjetnosti, raznih domaćih rukotvorina. Zaštitnik puebla je San Francisco de Asís (Sveti Franjo Asiški) kojemu je posvećen 4. listopada.
Prema popisu iz 2000. ima ih 1,764.

## Vanjske poveznice
- Nambé Pueblo  Arhivirana inačica izvorne stranice od 5. studenoga 2006. (Wayback Machine)